# Aresaces
Els aresaces foren una tribu cèltica dins dels trèvers. Van establir-se al segle I aC a la riba esquerra del Rin, a la zona de l'actual Magúncia, enfront dels vangíons i els tribocs, on es conserven restes de fortaleses i un temple. Amb la creació de la província romana de la Germània Superior es van separar definitivament dels trèvers.